# Hrvatski šahovski savez
Hrvatski šahovski savez je zajednica šahovskih udruga i upravljačko šahovsko tijelo u Hrvatskoj.

## Povijest
Utemeljen je 12. svibnja 1912. godine. Prvi predsjednik Hrvatskog šahovskog saveza nakon osamostaljenja Hrvatske bio je Anton Samovojska (1991. – '93).
Hrvatski šahovski savez član je Svjetske šahovske federacije (FIDE) i Europske šahovske unije - European Chess Union (ECU) od 21. lipnja 1992. godine. Okuplja više od 200 hrvatskih šahovskih klubova. Organizira pojedinačna i ekipna natjecanja na državnoj razini. 
Hrvatska pripada europskoj zoni 1.2b. Predsjednik zone je Alojzije Janković (ažurirano 22. listopada 2019.).
Međunarodni naziv za savez je Croatian Chess Federation.
Članovi saveza su šahovski klubovi, županijski šahovski savezi i organizacije koje se bave šahovskim djelatnostima. U 2019. godini članovi saveza su ukupno 219 klubova, 20 županijskih saveza (županija Dubrovačko-neretvanska ima samo dva kluba pa nema formiran savez) te tri organizacije: Hrvatska udruga šahovskih sudaca, Udruga šahovskih problemista, Hrvatska udruga problemskih šahista.
Već 1993. godine Siniša Režek pokreće web stranicu Hrvatskog šahovskog saveza, te FIDE uvrštava link na web stranicu u svoj redovni Almanah. Od 1998. urednik je sam Savez i nova web adresa . Nova adresa https://hrvatski-sahovski-savez.hr/ je u upotrebi od 2017. godine.
Hrvatska udruga dopisnih šahista (HUDŠ), zasnovana je 25. siječnja 1975. te osnovana pristupom desetog člana 23. siječnja 1990. HUDŠ se 6. kolovoza 1991. odvaja od Jugoslavenskog savjeta za dopisni šah, 23. rujna 1992. postaje punopravnom članicom Međunarodne federacije za dopisni šah - International Correspondence Chess Federation (ICCF) te se 4. studenog 1996. učlanjuje u Hrvatski šahovski savez. HUDŠ djeluje kao samostalna udruga na zemaljskoj razini te kao punopravna članica ICCF-a na svjetskoj razini.
Pod HŠS-om djeluju dvije udruge problemskog šaha: Hrvatska udruga problemskih šahista i Udruga šahovskih problemista. Član je Svjetske federacije šahovske kompozicije - World Federation for Chess Composition (WFCC).

## Šahovska olimpijada
do 2015.
| # | Šahist(ica)                                                   | Zlato | Srebro | Bronca | Ukupno |
| - | ------------------------------------------------------------- | ----- | ------ | ------ | ------ |
| 1 | Braslav Rabar, Petar Trifunović                               | 1     | 0      | 2      | 3      |
| 2 | Andrija Fuderer                                               | 0     | 1      | 2      | 3      |
| 3 | Dragoljub Minić, Mijo Udovčić                                 | 0     | 1      | 0      | 1      |
| 4 | Mario Bertok, Mato Damjanović, Bojan Kurajica, Josip Rukavina | 0     | 0      | 1      | 1      |

| Legenda |
| --- |
| - rimski broj pored godine označava redni broj ploče na kojoj je šahist igrao - 1(2)R označava prvu, odnosno drugu rezervu - * označava najuspješnijeg igrača prvenstva |

| # | Šahist(ica)      | Zlato    | Srebro  | Bronca           | Ukupno |
| - | ---------------- | -------- | ------- | ---------------- | ------ |
| 1 | Petar Trifunović | 1950.III | —       | 1935.IV, 1937.II | 3      |
| 2 | Braslav Rabar    | 1950.IV* | —       | 1952.II          | 2      |
| 3 | Ognjen Cvitan    | 1992.2R  | —       | —                | 1      |
| 4 | Andrija Fuderer+ | —        | 1954.1R | 1958.2R          | 2      |
| 5 | Robert Zelčić    | —        | 2006.IV | —                | 1      |
| 5 | Mato Damjanović  | —        | 1960.1R | —                | 1      |
| 7 | Zdenko Kožul     | —        | —       | 1990.III         | 1      |
| 7 | Vlatko Kovačević | —        | —       | 1990.IV          | 1      |
| 7 | Vlasta Maček     | —        | —       | 1974.1R          | 1      |

### Muškarci
Najveći uspjeh je 7. mjesto 1992. godine na 30. olimpijadi.
Igrajući za reprezentaciju Jugoslavije hrvatski šahisti sudjelovali su u osvajanju zlata 1950., srebra 1958., 1962. i 1964. te bronce 1952., 1954., 1960., 1972. i 1980. Nije ih bilo u sastavu reprezentacije 1926., 1956., 1968., 1974. (srebro) i 1970. (bronca).

### Žene
Najbolji rezultat je 19.mjesto 1994. na 16. olimpijadi.
Hrvatske šahistice nisu izravno sudjelovale u uspjesima jugoslavenske reprezentacije (srebro 1963. i bronca 1988.). Vlasta Maček bila je izbornica reprezentacije 1988.

## Svjetsko prvenstvo
do 2015.

### Pojedinačno
Paula Wolf-Kalmar bila je 2. na turnirima 1930. i 1931. te 3. na turniru 1927.

#### Turnir kandidata
Najbolji rezultat ostvario je 2004. Zdenko Kožul plasirajući se među 16 najboljih. To izdanje kao i izdanje dvije godine ranije bilo je sa 128 sudionika najveće izdanje turnira kandidata po broju sudionika u povijesti.

### Ekipno

#### Pojedinačne medalje
| # | Šahist(ica)  | Zlato | Srebro  | Bronca | Ukupno |
| - | ------------ | ----- | ------- | ------ | ------ |
| 1 | Goran Dizdar | —     | 1997.1R | —      | 1      |

#### Muškarci
Najbolji rezultat je 6. mjesto 1997.
Hrvatski šahisti nisu sudjelovali u osvajanju jedine medalje jugoslavenske reprezentacije; srebra 1989.

#### Žene
Još se niti jednom nisu kvalificirale.

## Svjetski kup
Chess World Cup
Najbolji rezultat je 2. kolo Zdenka Kožula 2007.

## Europsko prvenstvo
do 2016.

### Pojedinačno
| # | Šahist(ica)  | Zlato | Srebro | Bronca | Ukupno |
| - | ------------ | ----- | ------ | ------ | ------ |
| 1 | Ivan Šarić   | 2018. | 0      | 0      | 1      |
| 1 | Zdenko Kožul | 2006. | 0      | 0      | 1      |

Paula Wolf-Kalmar osvojila je 5. mjesto 1924. na neslužbenom prvenstvu.

### Ekipno
| # | Šahist(ica) | Zlato | Srebro | Bronca | Ukupno |
| - | --- | ----- | ------ | ------ | ------ |
| 1 | Dragoljub Minić, Petar Trifunović | 0     | 3      | 0      | 3      |
| 2 | Krunoslav Hulak | 0     | 2      | 1      | 3      |
| 3 | Mario Bertok, Vlatko Kovačević, Mijo Udovčić                                                                                              | 0     | 2      | 0      | 2      |
| 4 | Ivan Buljovčić, Mišo Cebalo, Ognjen Cvitan, Mato Damjanović, Andrija Fuderer, Bojan Kurajica, Bogdan Lalić, Dražen Marović, Braslav Rabar | 0     | 1      | 0      | 1      |
| 5 | Srđan Marangunić | 0     | 0      | 1      | 1      |

| Legenda - rimski broj pored godine označava redni broj ploče na kojoj je šahist igrao - 1(2)R označava prvu, odnosno drugu rezervu - * označava najuspješnijeg igrača prvenstva |

| # | Šahist(ica)      | Zlato             | Srebro  | Bronca   | Ukupno |
| - | ---------------- | ----------------- | ------- | -------- | ------ |
| 1 | Mladen Palac     | 1997.III, 2005.II | —       | 1999.II  | 3      |
| 2 | Krunoslav Hulak  | 1989.II*          | —       | —        | 1      |
| 2 | Petar Trifunović | 1957.IV           | —       | —        | 1      |
| 2 | Braslav Rabar    | 1957.X            | —       | —        | 1      |
| 5 | Dragoljub Minić  | —                 | 1970.V  | —        | 1      |
| 5 | Rajna Šargač     | —                 | 2007.IV | —        | 1      |
| 7 | Vlatko Kovačević | —                 | —       | 1983.IV  | 1      |
| 7 | Bojan Kurajica   | —                 | —       | 1970.VII | 1      |
| 7 | Goran Dizdar     | —                 | —       | 1992.2R  | 1      |

#### Muškarci
Najveći uspjeh je 7. mjesto 1992. i 1997. godine.
Hrvatski šahisti igrajući za reprezentaciju Jugoslavije sudjelovali su u osvajanju srebra 1957., 1961., 1965., 1983., 1989. te bronce 1973. i 1977.

#### Žene
9. mjesto 2007. je najbolji plasman u povijesti hrvatskog ženskog šaha.

## Pregled reprezentativnih nastupa
x - nisu se kvalificirali
— nisu nastupili
S #. - sekcija i plasman u istoj
F #. - finalna faza i plasman u istoj
Natjecanje na olimpijadi dopisnog šaha sastoji se od dvije faze: preliminarne i finalne. Preliminarna faza sastoji se od natjecanja u sekcijama; nekoliko najboljih iz svake sekcije napreduje u finalnu fazu.
|  | najbolji plasman |  | najlošiji plasman |
Napomena: Za olimpijade dopisnog šaha navedena je samo godina početka natjecanja; trajanje natjecanja je vremenski neodređeno i ono može trajati i više od 5 godina tako da se olimpijade mogu međusobno vremenski preklapati. Također, redni brojevi izdanja natjecanja su izmiješani - preuzeto s OlimpBasea.
| Godina | Šahovska olimpijada | Šahovska olimpijada | Šahovska olimpijada | Šahovska olimpijada |     | Svjetsko ekipno prvenstvo | Svjetsko ekipno prvenstvo | Svjetsko ekipno prvenstvo | Svjetsko ekipno prvenstvo |          | Europsko ekipno prvenstvo | Europsko ekipno prvenstvo | Europsko ekipno prvenstvo | Europsko ekipno prvenstvo |     | Olimpijada dopisnog šaha | Olimpijada dopisnog šaha | Olimpijada dopisnog šaha | Olimpijada dopisnog šaha |
| Godina | #                   | muškarci            | #                   | žene                | #   | muškarci                  | #                         | žene                      | #                         | muškarci | #                         | žene                      | #                         | muškarci                  | #   | žene                     |                          |                          |                          |
| Godina |                     |                     |                     |                     | 1/8 | 1/8                       | 0/5                       | 0/5                       |                           |          |                           |                           |                           |                           |     |                          |                          |                          |                          |
| 2019.  |                     |                     |                     |                     | 12. | .                         | 7.                        | .                         | 22.                       | 5.       | 13.                       | 24.                       |                           |                           |     |                          |                          |                          |                          |
| 2018.  | 43.                 | .                   | 28.                 | .                   |     |                           |                           |                           |                           |          |                           |                           |                           |                           |     |                          |                          |                          |                          |
| 2017.  |                     |                     |                     |                     | 11. | .                         | 6.                        |                           | 21.                       | 4.       | 12.                       | 25.                       |                           |                           |     |                          |                          |                          |                          |
| 2016.  | 42.                 | 18.                 | 27.                 | 34.                 |     |                           |                           |                           |                           |          |                           |                           |                           |                           |     |                          |                          |                          |                          |
| 2015.  |                     |                     |                     |                     | 10. | x                         | 5.                        | x                         | 20.                       | 23.      | 11.                       | —                         |                           |                           | 10. | n/a                      |                          |                          |                          |
| 2014.  | 41.                 | 24.                 | 26.                 | 33.                 |     |                           |                           |                           |                           |          |                           |                           |                           |                           |     |                          |                          |                          |                          |
| 2013.  |                     |                     |                     |                     | 9.  | x                         | 4.                        | x                         | 19.                       | 17.      | 10.                       | 30.                       |                           |                           |     |                          |                          |                          |                          |
| 2012.  | 40.                 | 27.                 | 25.                 | 45.                 |     |                           |                           |                           |                           |          |                           |                           | 18.                       | n/a                       |     |                          |                          |                          |                          |
| 2011.  |                     |                     |                     |                     | 8.  | x                         | 3.                        | x                         | 18.                       | 21.      | 9.                        | 16.                       |                           |                           | 9.  | n/a                      |                          |                          |                          |
| 2010.  | 39.                 | 32.                 | 24.                 | 22.                 | 7.  | x                         |                           |                           |                           |          |                           |                           | 16.                       | n/a                       |     |                          |                          |                          |                          |
| 2009.  |                     |                     |                     |                     |     |                           | 2.                        | x                         | 17.                       | 26.      | 8.                        | 19.                       | 17.                       | n/a                       |     |                          |                          |                          |                          |
| 2008.  | 38.                 | 27.                 | 23.                 | 20.                 |     |                           |                           |                           |                           |          |                           |                           |                           |                           | 8.  | n/a                      |                          |                          |                          |
| 2007.  |                     |                     |                     |                     |     |                           | 1.                        | x                         | 16.                       | 26.      | 7.                        | 9.                        |                           |                           | 7.  | n/a                      |                          |                          |                          |
| 2006.  | 37.                 | 25.                 | 22.                 | 30.                 |     |                           |                           |                           |                           |          |                           |                           | 15.                       | S 3.                      |     |                          |                          |                          |                          |
| 2005.  |                     |                     |                     |                     | 6.  | x                         |                           |                           | 15.                       | 18.      | 6.                        | 22.                       |                           |                           |     |                          |                          |                          |                          |
| 2004.  | 36.                 | 46.                 | 21.                 | 39.                 |     |                           |                           |                           |                           |          |                           |                           | 13.                       | n/a                       |     |                          |                          |                          |                          |
| 2003.  |                     |                     |                     |                     |     |                           |                           |                           | 14.                       | 27.      | 5.                        | 25.                       |                           |                           | 6.  | n/a                      |                          |                          |                          |
| 2002.  | 35.                 | 23.                 | 20.                 | 25.                 |     |                           |                           |                           |                           |          |                           |                           | 14.                       | n/a                       |     |                          |                          |                          |                          |
| 2001.  |                     |                     |                     |                     | 5.  | x                         |                           |                           | 13.                       | 23.      | 4.                        | 18.                       |                           |                           |     |                          |                          |                          |                          |
| 2000.  | 34.                 | 43.                 | 19.                 | 32.                 |     |                           |                           |                           |                           |          |                           |                           |                           |                           |     |                          |                          |                          |                          |
| 1999.  |                     |                     |                     |                     |     |                           |                           |                           | 12.                       | 20.      | 3.                        | 20.                       |                           |                           |     |                          |                          |                          |                          |
| 1998.  | 33.                 | 25.                 | 18.                 | 29.                 |     |                           |                           |                           |                           |          |                           |                           | 12.                       | n/a                       |     |                          |                          |                          |                          |
| 1997.  |                     |                     |                     |                     | 4.  | 6.                        |                           |                           | 11.                       | 7.       | 2.                        | 15.                       |                           |                           | 5.  | n/a                      |                          |                          |                          |
| 1996.  | 32.                 | 16.                 | 17.                 | 31.                 |     |                           |                           |                           |                           |          |                           |                           |                           |                           |     |                          |                          |                          |                          |
| 1994.  | 31.                 | 26.                 | 16.                 | 19.                 |     |                           |                           |                           |                           |          |                           |                           |                           |                           |     |                          |                          |                          |                          |
| 1993.  |                     |                     |                     |                     | 3.  | x                         |                           |                           |                           |          |                           |                           |                           |                           |     |                          |                          |                          |                          |
| 1992.  | 30.                 | 7.                  | 15.                 | 30.                 |     |                           |                           |                           | 10.                       | 7.       | 1.                        | 26.                       | 11.                       | n/a                       | 4.  | n/a                      |                          |                          |                          |

## Brzopotezni šah
do 2015.

### Europsko prvenstvo
| # | Šahist(ica)   | Zlato | Srebro | Bronca | Ukupno |
| - | ------------- | ----- | ------ | ------ | ------ |
| 1 | Robert Zelčić | 2006. | 0      | 0      | 1      |
| 2 | Mladen Palac  | 0     | 0      | 1      | 1      |

## FIDE ljestvica - najbolji igrači
ožu 2019.
| FIDE       | FIDE     | Muškarci            | Žene               |
| Standardni | rejting  | 2703 Ivan Šarić     | 2360 Mirjana Medić |
| Standardni | pozicija | 33. Vlado Kovačević | 200. Mirjana Medić |
|            |          |                     |                    |
| Rapid      | rejting  | 2663 Ivan Šarić     |                    |
| Rapid      | pozicija | 87. Ivan Šarić      |                    |
| Blitz      | rejting  | 2560 Ivan Šarić     |                    |
| Blitz      | pozicija |                     |                    |
| Live *     | Live *   | Muškarci            | Žene               |
| Standardni | rejting  | 2705 Ivan Šarić     |                    |
|            |          |                     |                    |
| Rapid      | rejting  |                     |                    |
| Blitz      | rejting  |                     |                    |

* Live rejting je rejting izračunat nakon svakog pojedinog turnira (kao npr. u tenisu), dok FIDE objavljuje rejting ljestvicu jednom mjesečno.

## Dopisni šah

### Svjetsko prvenstvo
Leonardo Ljubičić bio je svjetski prvak od 2013. do 2016.
Leonardo Ljubičić bio je treći na 29. svjetskom prvenstvu.
Leonardo Ljubičić bio je osmi na 30. svjetskom prvenstvu.
Maja Zelčić bila je doprvakinja 2000. – 2005.

### ICCF Olimpijada

#### Muškarci
Jugoslavija je osvojila broncu na 3. olimpijadi. Dubravko Timet  zauzeo je šesto mjesto.
Jugoslavija je bila šesta na 4. olimpijadi. Ante Bulat je sudjelovao.
Jugoslavija je bila sedma na 6. olimpijadi. Sudjelovali su Pero Klaić i Ibrahim Kapić.
Jugoslavija je bila šesta na VIII. olimpijadi. Ibrahim Kapić je sudjelovao.
Hrvatska je sudjelovala na XVII. olimpijadi.

#### Žene
Jugoslavija ima broncu s II. olimpijade. Sudjelovale su Snježana Bažaj i Vesna Dadić-Movre. 
Jugoslavija je ostvarila šesto mjesto na III. olimpijadi. Vesna Dadić-Movre je sudjelovala.

### Velemajstori međunarodnog dopisnog šaha
Pavao Keglević, Davor Krivić, Leonardo Ljubičić, Siniša Loinjak, Ante Ljubičić i Maja Zelčić (LGM).

### ICCF ljestvica - najbolji igrači
sij 2019.

https://www.iccf.com/RatingList.aspx
|          | Muškarci               | Žene                      |
| rejting  | 2650 Leonardo Ljubičić | 2314 Maja Zelčić          |
| pozicija | 14. Leonardo Ljubičić  | 2443. (24. *) Maja Zelčić |

* ICCF ima samo jednu, zajedničku, ljestvicu; na toj ljestvici je bila 24. žena po redu
Kako ne postoje podaci prije 1991. nepoznato je koji je rejting imao P. Keglević na vrhuncu karijere.

## Dopisno prvenstvo Hrvatske u šahu
| #   | Godine        | Prvak                                 | Izvor  |
| --- | ------------- | ------------------------------------- | ------ |
| 1.  |               |                                       |        |
| 2.  |               |                                       |        |
| 3.  |               |                                       |        |
| 4.  |               |                                       |        |
| 5.  |               |                                       |        |
| 6.  |               |                                       |        |
| 7.  |               |                                       |        |
| 8.  |               |                                       |        |
| 9.  |               |                                       |        |
| 10. | 2005. – 2007. | Zvonko Krečak                         | [ 27 ] |
| 11. | 2007. – 2009. | Leonardo Ljubičić                     | [ 28 ] |
| 12. | 2011. – 2013. | Željko Ivanović – Vuk-Tadija Barbarić | [ 29 ] |
| 13. | 2015. – 2017. | Leonardo Jerković                     | [ 30 ] |
| 14. | 2017. – 2019. | Franjo Lovaković                      | [ 31 ] |
| 15. | 2019. – 2021. | Vuk-Tadja Barbarić – Zvonko Juras     | [ 32 ] |
| 16. | 2023. – 2025. | Perica Latas                          | [ 33 ] |

## Dopisni šahovski Kup Hrvatske
| #   | Godine        | Pobjednik                          | Izvor  |
| --- | ------------- | ---------------------------------- | ------ |
| 1.  |               |                                    |        |
| 2.  |               |                                    |        |
| 3.  |               |                                    |        |
| 4.  | 2004. – 2006. | Franjo Vidalina                    | [ 34 ] |
| 5.  | 2006. – 2009. | Nenad Pičuljan                     | [ 35 ] |
| 6.  | 2009. – 2010. | Ante Ljubičić                      | [ 36 ] |
| 7.  | 2012. – 2014. | Franjo Lovaković                   | [ 37 ] |
| 8.  | 2016. – 2018. | Zorko Kostanjšek – Željko Ivanović | [ 38 ] |
| 9.  | 2018. – 2020. | Franjo Lovaković                   | [ 39 ] |
| 10. | 2022. – 2023. | Boris Hržina                       | [ 40 ] |

## Problemski šah
šahovski problemi još se nazivaju i šahovske kompozicije
natjecanja se odvijaju se u dvije osnovne kategorije: sastavljanje i rješavanje šahovskih problema
nepotpuni podaci

### Svjetsko prvenstvo

#### Pojedinačno
| Sastavljanje šahovskih problema | Sastavljanje šahovskih problema | Sastavljanje šahovskih problema | Sastavljanje šahovskih problema | Sastavljanje šahovskih problema | Sastavljanje šahovskih problema |
| #                               | Šahist(ica)                     | Zlato                           | Srebro                          | Bronca                          | Ukupno                          |
| ------------------------------- | ------------------------------- | ------------------------------- | ------------------------------- | ------------------------------- | ------------------------------- |
| 1                               | Nenad Petrović                  | 1965., 1974.                    | 0                               | 0                               | 2                               |
| 2                               | Hrvoje Bartolović               | 1965.                           | 0                               | 0                               | 1                               |

| Rješavanje šahovskih problema | Rješavanje šahovskih problema | Rješavanje šahovskih problema | Rješavanje šahovskih problema | Rješavanje šahovskih problema | Rješavanje šahovskih problema |
| #                             | Šahist(ica)                   | Zlato                         | Srebro                        | Bronca                        | Ukupno                        |
| ----------------------------- | ----------------------------- | ----------------------------- | ----------------------------- | ----------------------------- | ----------------------------- |
| 1                             | Nenad Petrović                | 1947.                         | 0                             | 0                             | 1                             |
| 2                             | Marko Filipović               | 0                             | 0                             | 1                             | 1                             |

#### Ekipno
Svjetsko ekipno prvenstvo u problemskom šahu 1947. osvojila je jugoslavenska reprezentacija u kojoj su bili isključivo zagrebački rješavači matnih zadaća (Marijan Dumić, Zvonimir Juginović, Ante Labura, Đorđe Lasković, Zlatko Modor, Branko Pavlović, Nenad Petrović, Braslav Rabar, Božidar Sakač, Zlatko Smrkić).

### Europsko prvenstvo

#### Pojedinačno
| Rješavanje šahovskih problema | Rješavanje šahovskih problema | Rješavanje šahovskih problema | Rješavanje šahovskih problema | Rješavanje šahovskih problema | Rješavanje šahovskih problema |
| #                             | Šahist(ica)                   | Zlato                         | Srebro                        | Bronca                        | Ukupno                        |
| ----------------------------- | ----------------------------- | ----------------------------- | ----------------------------- | ----------------------------- | ----------------------------- |
| 1                             | Marko Filipović               | 0                             | 0                             | 1                             | 1                             |

### Svjetsko rješavačko natjecanje
International Solving Contest (ISC)

### Velemajstori problemskog šaha
Velemajstori šahovske kompozicije
Hrvoje Bartolović, Nenad Petrović
Velemajstori rješavanja šahovskih problema
Marko Filipović

### WFCC ljestvica rješavača - najbolji igrači
sij 2019.

https://www.wfcc.ch/competitions/solving/rat_011018/  Arhivirana inačica izvorne stranice od 9. veljače 2019. (Wayback Machine)
|          | Muškarci             | Žene |
| rejting  | 2642 Marko Filipović | *    |
| pozicija | 8. Marko Filipović   | *    |

* nitko s rejtingom od barem 1900 niti u top 300
WFCC ima samo jednu, zajedničku, ljestvicu;

### FIDE album
| Šahist(ica)       | Bodovi | # u svijetu |
| ----------------- | ------ | ----------- |
| Nenad Petrović    | 115.95 | 22.         |
| Hrvoje Bartolović | 79.50  | 58.         |
|                   |        |             |

## Hrvatski potezi
- Opatijska varijanta - najbolja mogućnost obrane za crne u kraljevom gambitu
- Trifunovićeva varijanta (autor: Petar Trifunović) - varijanta alekhinove obrane
- Zagrebačka varijanta (autor: Mijo Udovčić) - varijanta kraljeve indijke

## Publikacije
- mjesečnik Šahovski glasnik / Šahovski vjesnik - 1925. pokrenuo Vladimir Vuković
- časopis Problem - pokrenuo 1951. Nenad Petrović, a 1952. postao službeno glasilo Stalne komisije FIDE za problemski šah (FIDE-PCCC), ugašen 1981.
- časopis Šahovski pregled - izlazio 1938. – 40., uređivao ga Petar Trifunović
- knjiga Šahovska abeceda (1909.), Izidor Gross - prva hrvatska šahovska knjiga; nazivi šahovskih figura koji se u njoj spominju i danas su u uporabi (Gross figure naziva kralj, dama, toranj, lovac, skakač)[41]
- knjiga Šahovski problem (1949.), Nenad Petrović

## Ostalo
Aleksandar Witek  je prvi hrvatski šahovski majstor (pojam "velemajstor" u to doba još nije postojao (oko 1880.-te)).
Mijo Udovčić je prvi hrvatski velemajstor - GM (1962.).
Mirjana Medić je prva hrvatska šahistica s titulom ženskog velemajstora - WGM (1999.).
Nenad Petrović je prvi hrvatski velemajstor šahovske kompozicije te ujedno i prvi hrvatski velemajstor problemskog šaha (1976.).
Pavao Keglević je prvi hrvatski velemajstor međunarodnog dopisnog šaha - GM (1978.).
Maja Zelčić je prva hrvatska šahistica s titulom ženske velemajstorice međunarodnog dopisnog šaha - LGM (2005.).
Marko Filipović je prvi hrvatski velemajstor rješavanja šahovskih problema (2017.).
Titulu velemajstora kao najmlađi osvojio je Ivan Šarić s 18 godina, kao najstariji Davorin Komljenović i Juraj Nikolac s 47 godina, odnosno Andrija Fuderer počasnu titulu s 59 godina. Ante Brkić je 2007. prvi osvojio titulu velemajstora u tinejdžerskim godinama.
Dražen Marović trenirao je  Mohammeda Al-Modiahkia, prvog velemajstora iz arapske zemlje.
Prvi međunarodni šahovski turnir na Balkanu organizirao je Izidor Gross 1912. u Karlovcu.
Prvi šahovski problem u hrvatskom tisku objavljen je 1844. u karlovačkom časopisu Pilger.
Nenad Petrović je autor prvog Kodeksa za šahovsku kompoziciju (Piranski kongres 1958.) te je organizirao prvi svjetski kongres problemista 1958. godine u Piranu (Slovenija). Ti se kongresi od tada održavaju redovito svake godine u raznim državama.
Nenad Petrović je pokrenuo i realizirao prvih 13 svezaka Albuma FIDE.
Zbog rokadnog problema Nenada Petrovića FIDE je mijenjala neka pravila šaha.
Braslav Rabar je za potrebe Šahovskog informatora 1966. stvorio nomenklaturu šahovskih otvaranja koja je i danas temelj šahovskog informacijskog sustava te ju je 1971. objavio u brošuri Klasifikacija šahovskih otvaranja. Razvrstao je otvaranja u 3 skupine: D (koja počinju s 1. d4), E (1. e4) i R (razna; koja počinju drugim potezima: 1. c4; 1. f4; 1. Sf3 itd.) Nakon 1980. nomenklatura je proširena na 5 slova (A, B, C, D, E)., a bio je i jedan od urednika Enciklopedije šahovskih otvaranja (ECO). Također je postavio i osnovna načela vrednovanja šahovskih rezultata, ali je FIDE prihvatila verziju mađarsko-američkog fizičara Arpada Eloa.
Petar Trifunović je 1948. u Kopenhagenu je odigrao simultanku naslijepo na 50 ploča.
U zagrebačkom HNK-u je 1941. u večernjoj predstavi bila izvedena partija živoga šaha prema partiji koju je 1915. odigrao Aleksandr Aljehin.
Nenad Petrović 1947. sastavio kompoziciju s najvećim brojem različitih matova u jednom potezu (105); koristeći 18 figura. Kasnije je taj broj izjednačio Anthony Stewart Mackay Dickens, ali s jedom figurom manje.
Mat u 270 poteza Nenada Petrovića je najduža točna kompozicija za ortodoksni problem mata u najviše poteza.
Na IX. šahovskoj olimpijadi (1950. u Dubrovniku) igralo se figurama koje je skicirao Andrija Maurović, a izradio drvotokar Vjekoslav Jakopović. Te su figure proglašene najboljima na svijetu zbog praktičnosti (optimalnog odnosa veličine figura i veličine polja te pogodnoga prstohvata). Robert Fischer je oba svoja meča protiv Spaskog (1972., 1992.) igrao s njima. Danas se izrađuju i u plastičnoj verziji.
Memorijal prvog hrvatskog velemajstora Mije Udovčića je najstariji brzopotezni šahovski turnir u Europi.
Najstariji hrvatski trag o šahu nalazi se u imovinskom popisu Mihovila (u. 1385. u Zadru), trgovca suknom, gdje je naveden stolić sa šahovskom garniturom. U Splitu, pod vlašću Venecije, nadbiskup Andrija Corner 1535. zabranjuje svećenicima igrati šah. Šah se spominje kao "nepoštena igra" zajedno s kartama, kockama i pjesmama. Glagoljaši su tada nosili oružje, zalazili u gostionice, trgovali, "kockali" i sl. Takve zabrane "kocke" ponavljale su se više puta u raznim europskim zemljama; prva potječe još iz XI. stoljeća.

Iako se smatra da je dopisni šah nastao na Dalekom istoku prije novog doba  - spominje se slonovska "pošta", najstarije povijesno svjedočanstvo iz sredine XVII. stoljeća govori o dopisnom šahu između Mletačkih i Dubrovačkih trgovaca pa se Hrvatska smatra jednom od kolijevki dopisnog šaha u svijetu. (Engleski orijentalist Thomas Hyde u djelu O istočnjačkim igrama (De ludis orientalibus) 1694. piše o dopisnom šahiranju mletačkih i hrvatskih trgovaca 1650. (mercatores venetos et croatos).)

Barun Franjo Trenk prigodom napada na pruski tabor 1745. zauzeo je kraljev šator i kao ratni plijen osvojio šah od slonove kosti i stijeg pruskoga kralja Fridrika II. Velikog. Prema legendi koju je 1880. zapisao Vjekoslav Klaić, hrvatski kralj (969. – 997.) Stjepan Držislav oslobodio se sužanjstva pobijedivši u tri partije mletačkog dužda Petra II. Orseola i za svoj znak uzeo šahovsku ploču.
Prva šahovska rubrika u Hrvatskoj počela je izlaziti 1875. godine u tjedniku „Hrvatska lipa“. Prvi šahovski turnir u Hrvatskoj odigran je u siječnju 1886. u Zagrebu; pobjednik je bio Đuro Pilar. Nepotvrđeno, prvi šahovski klub osnovan je 1879. godine u Dubrovniku, a službeno prvi prema sačuvanoj dokumentaciji je Zagrebački šahovski klub osnovan u Zagrebu 11. ožujka 1886. godine. Utemeljio ga je akademik, rektor Sveučilišta u Zagrebu i jedan od najistaknutijih hrvatskih šahista, prof. dr. Đuro Pilar sa svojim suradnicima. To su bili Dragutin pl. Šram i dr. Slavko Wolf. Klub je bio registriran prema tadašnjim zakonskim propisima te je imao svoja „Pravila“ službeno potvrđena 22. ožujka 1886. godine. U siječnju iste godine odigran je prvi šahovski turnir u Zagrebu pod nazivom „Pokusni turnir“. Organizirao ga je Đuro Pilar prema iskustvu stečenom za vrijeme studija u Bruxellesu, gdje se družio s nekima od najpoznatijih onodobnih šahista. Turnir je imao 9 natjecatelja, a pobijedio je Dragutin Šram. Nakon utemeljenja drugih šahovskih klubova u Zagrebu, Karlovcu, Varaždinu, Sisku, Osijeku i Vukovaru njihovi su predstavnici 12. svibnja 1912. godine održali osnivačku skupštinu Hrvatskoga šahovskog saveza (HŠS), i to 12 godina prije ustrojavanja Svjetske šahovske federacije (FIDE, Fédération Internationale des Échecs). 

U Hrvatskoj su svjetski kongresi problemista održani 1977. godine u Malinskoj na otoku Krku te 1972., 1997. i 2000. godine u Puli.

Hrvatski velemajstor Mato Damjanović sudjelovao je u najmasovnijoj simultanci za Guinessovu knjigu rekorda koja je održana 1966. u Havani nakon olimpijade. Svi sudionici olimpijade protiv kubanskih šahista igrali su na 6840 ploča.
Gari Kasparov, bivši svjetski šahovski prvak, od 2014. ima hrvatsko državljanstvo.

### Pobjede protiv aktualnih, bivših i budućih svjetskih prvaka
- Ivan Šarić je 2014. pobijedio svjetskog prvaka i prvog igrača svijeta Magnusa Carlsena.
- Dražen Marović je pobijedio dva bivša svjetska prvaka (Petrosjana u Amsterdamu 1973. i  Spaskoga u Talinnu 1975.)
- Vlatko Kovačević je 1970. pobijedio kasnijeg svjetskog prvaka Bobbyja Fischera, koji se smatra jednim od najboljih šahista u povijesti.
- Aleksandar Witek je 1890. pobijedio aktualnog svjetskog prvaka Wilhelma Steinitza.

## Amatersko svjetsko prvenstvo
World Amateur Chess Championship

## Omladinski prvaci svijeta
kategorije: do 20, do 18, do 16, do 14, do 12, do 10, do 8;
do 2015.

Ognjen Cvitan (do 20, 1981.), Valentina Golubenko (do 18, 2008.), Bojan Kurajica (do 20, 1965.),  Hrvoje Stević (do 16, 1995.), Lara Stock (do 10, 2002.), Ivan Šarić (do 18, 2008.)

## Veteranski prvaci svijeta
kategorije za standardni šah: 50+, 65+; prije 2014.: 60+
do 2015.

Mišo Cebalo (60+, 2009.), Vlasta Maček (2003., brzopotezni)

### Popis međunarodnih šahovskih turnira u Hrvatskoj
| Olimpijade, Svjetska i Europska prvenstva i Turnir kandidata |
| --- |
| kraj 2015. 9. muška olimpijada (1950.), Dubrovnik Turnir kandidata za prvenstvo svijeta (1958.), Zagreb (pobjednik: Mihail Talj) 2. ženska olimpijada (1963.), Split 2. Turnir mira (1970.), Rovinj-Zagreb (pobjednik: Robert Fischer) 4. olimpijada slijepih (1972.), Medulin 1. pojedinačno/ekipno Svjetsko prvenstvo u rješavanju šahovskih problema (1977.), Malinska (Krk) 11. (2. žensko) ekipno Europsko prvenstvo (1997.), Pula 21. pojedinačno/ekipno Svjetsko prvenstvo u rješavanju šahovskih problema (1997.), Pula 24. pojedinačno/ekipno Svjetsko prvenstvo u rješavanju šahovskih problema (2000.), Pula ?. pojedinačno Svjetsko prvenstvo u šahovskoj kompoziciji (2004. – 2006.), ? Svjetsko veteransko prvenstvo 2011., Opatija Svjetsko veteransko prvenstvo 2013., Opatija 17. (5. ženska) olimpijada gluhih (2014.), Opatija Europsko amatersko prvenstvo 2024., Mali Lošinj |

| Legenda: * open - turnir otvoren za oba spola; žene i muškarci se natječu u istoj konkurenciji * M/Ž - turnir ima odvojena natjecanja za muškarce i žene ██ tematski turnir \| Međunarodni turniri s barem 20 izdanja ili 1. turniri svoje vrste u Hrvatskoj ili turniri značajni u europskim/svjetskim razmjerima + * \| Međunarodni turniri s barem 20 izdanja ili 1. turniri svoje vrste u Hrvatskoj ili turniri značajni u europskim/svjetskim razmjerima + * \| Međunarodni turniri s barem 20 izdanja ili 1. turniri svoje vrste u Hrvatskoj ili turniri značajni u europskim/svjetskim razmjerima + * \| Međunarodni turniri s barem 20 izdanja ili 1. turniri svoje vrste u Hrvatskoj ili turniri značajni u europskim/svjetskim razmjerima + * \| Međunarodni turniri s barem 20 izdanja ili 1. turniri svoje vrste u Hrvatskoj ili turniri značajni u europskim/svjetskim razmjerima + * \| Međunarodni turniri s barem 20 izdanja ili 1. turniri svoje vrste u Hrvatskoj ili turniri značajni u europskim/svjetskim razmjerima + * \| Međunarodni turniri s barem 20 izdanja ili 1. turniri svoje vrste u Hrvatskoj ili turniri značajni u europskim/svjetskim razmjerima + * \| Međunarodni turniri s barem 20 izdanja ili 1. turniri svoje vrste u Hrvatskoj ili turniri značajni u europskim/svjetskim razmjerima + * \| Međunarodni turniri s barem 20 izdanja ili 1. turniri svoje vrste u Hrvatskoj ili turniri značajni u europskim/svjetskim razmjerima + * \| Međunarodni turniri s barem 20 izdanja ili 1. turniri svoje vrste u Hrvatskoj ili turniri značajni u europskim/svjetskim razmjerima + * \| \| Tip šaha \| Naziv turnira \| Rang \| M, Ž,* open \| Dob igrača \| Lokacija \| 1. izdanje \| Zadnje izdanje \| Bilješke \| Ref \| \| --------------------------------------------------------------------------------------------------------------------------------------- \| --------------------------------------------------------------------------------------------------------------------------------------- \| --------------------------------------------------------------------------------------------------------------------------------------- \| --------------------------------------------------------------------------------------------------------------------------------------- \| --------------------------------------------------------------------------------------------------------------------------------------- \| --------------------------------------------------------------------------------------------------------------------------------------- \| --------------------------------------------------------------------------------------------------------------------------------------- \| --------------------------------------------------------------------------------------------------------------------------------------- \| ------------------------------------------------------------------------------------------------------------------------------------------------------------------------------------------------------------------------------------------------------------------------------------------------ \| --------------------------------------------------------------------------------------------------------------------------------------- \| \| \| Božićni turnir Ruščica \| \| \| \| Ruščica \| 1998. \| igra se \| \| \| \| klasični \| Croatia Grand Chess Tour / Croatia GCT \| \| M \| open \| Zagreb \| 2019. \| igra se povremeno \| dio Grand Chess Tour serije turnira; prvo izdanje jedan od najjačih turnira u klasičnom šahu u povijesti šaha, jer je sudjelovalo prvih osam igrača s trenutačne svjetske rangliste te deseti, jedanaesti, trinaesti i šesnaesti igrač; \| [57] \| \| klasični \| Cvijet Mediterana \| \| Ž \| open \| Rijeka \| 2001. \| igra se \| jedan od prvih posebno ženskih turnira u Europi; \| [58] \| \| klasični \| Čarobni prsten \| \| Ž \| open \| Valpovo \| 1998. \| igra se \| \| \| \| klasični \| Dama \| \| Ž \| open \| Đakovo/Zagreb \| 2006. \| igra se \| \| \| \| \| Kup Mediterana \| \| \| \| Rijeka \| 1999. \| igra se \| \| \| \| rapid \| Međunarodni turnir juniorki "Buševec" \| \| Ž \| do 20 \| \| 2002. \| igra se \| \| \| \| \| Memorijal Antun Tomljanović \| \| \| ' \| Našice \| 1993. \| igra se \| \| [59] \| \| \| Memorijal poginulim bojovnicima Domovinskog rata Grada Zagreba – Šah \| \| \| \| Zagreb \| 2000. \| igra se \| \| [60] \| \| blitz \| Memorijal prvog hrvatskog velemajstora Mije Udovčića \| \| \| \| Zagreb \| 1964. \| igra se \| najstariji brzopotezni šahovski turnir u Europi; \| \| \| \| Memorijalni šahovski turnir "Valent Pintarić" \| \| \| \| Velimirovac \| 1987. \| igra se \| \| \| \| klasični \| Open Bošnjaci \| \| \| \| Bošnjaci \| 1996. \| igra se \| \| \| \| klasični \| Open Liburnija Šahovski memorijal prof. Egidia Parisa \| \| \| \| Rijeka \| 1980. \| igra se \| \| \| \| klasični \| Pula Open \| \| \| \| Pula \| 1987. \| igra se \| \| \| \| blitz \| Šahovski turnir Krapina \| \| \| \| Krapina \| 1997. \| igra se \| \| \| \| klasični \| Turnir kandidata \| \| \| \| Zagreb \| 1958. \| 1958. \| Zagreb je (uz Bled i Beograd) bio jedna od tri lokacije na kojoj je turnir igran; \| \| \| klasični \| Turnir mira \| \| \| \| Zagreb, Rovinj \| 1965. \| igra se povremeno \| uz Turnir kandidata, Vinkovce 1970. i Croatia GCT najjači turnir organiziran na području Hrvatske; \| [54] \| \| klasični \| Turnir povodom Dana općine Hercegovac \| \| \| \| Hercegovac \| 1992. \| igra se \| \| \| \| klasični \| Turnir prigodom Dana grada Grubišnoga Polja \| \| \| \| Grubišno Polje \| 1993. \| igra se \| \| \| \| klasični \| Zadar Open \| \| \| \| Zadar \| 1994. \| igra se \| \| \| \| klasični \| Zagreb Open Memorijal Krunoslava Hulaka (od 2016.) \| \| \| \| Zagreb \| barem 2006.[61] \| igra se \| \| \| \| \| Zagreb 1969 \| \| \| open \| Zagreb \| 1969. \| 1969. \| pobjedio je Mato Damjanović s pola boda prednosti; \| [62] \| \| \| \| \| \| \| Opatija \| 1953. \| 1953. \| pobijedio je Aleksandar Matanović s bodom prednosti; ostali sudionici redom po plasmanu: A. Fuderer, B. Rabar, W. Unzicker, V. Pirc, B. Ivkov, B. Milić, J. H. Donner, M. Udovčić, M. Vidmar jr., M. Bertok, J. Nikolac, A. Beni, H. Golombek, R. G. Wade, J. Kupper, G. Porreca, M. Vidmar sr.; \| [63] \| \| \| Međunarodni gambitni turnir Opatija \| \| \| \| Opatija \| 1912. \| 1912. \| kraljev gambit; na turniru je iskristalizirana opatijska varijanta kao najbolja mogućnost obrane za crne; prvi međunarodni šahovski turnir organiziran na teritoriju današnje Hrvatske - Opatija je u to vrijeme bila dio Austrije; pobjedio je Rudolf Spielmann; \| [64] \| \| \| Međunarodni šahovski turnir Karlovac 1912. \| \| \| \| Karlovac \| 1912. \| 1912. \| prvi međunarodni šahovski turnir na Balkanu; prvi međunarodni šahovski turnir organiziran u Hrvatskoj - neovisno o današnjem teritoriju; organizirao Izidor Gross; pobijedio je ??; \| \| \| \| Međunarodni šahovski turnir Vinkovci \| \| \| \| Vinkovci \| 1970. \| \| na prvom turniru igrala većina šahista koji su sudjelovali na Turniru mira u Zagrebu iste godine; \| [65] \| \| \| \| \| \| open \| Virovitica \| 1976. \| \| \| \| \| blitz \| Ženski novogodišnji šahovski turnir \| \| Ž \| open \| Zagreb \| 2000. \| \| igra se u sklopu Memorijala prvog hrvatskog velemajstora Mije Udovčića; \| \| \| klasični \| Dubrovnik Open * \| \| \| \| Dubrovnik \| 2009. \| igra se \| \| \| \| klasični \| Osijek Open * \| \| \| \| Osijek \| 2008. \| igra se \| \| \| \| klasični \| Split Open * \| \| \| \| Split \| 2011. \| igra se \| \| \| \| \| \| \| \| \| \| \| \| \| \| \| klasični \| Prvi šahovski turnir u Hrvatskoj \| \| \| \| Zagreb \| 1886. \| 1886. \| odigran je siječnju navedene godine; pobjednik je bio dr.sc. Đuro Pilar; \| \| * najveći turnir iz ostalih na popisu nezastupljenih najvećih hrvatskih gradova |                                                                      |      |             |            |                |             |                   | |        |
| Međunarodni turniri s barem 20 izdanja ili 1. turniri svoje vrste u Hrvatskoj ili turniri značajni u europskim/svjetskim razmjerima + * |                                                                      |      |             |            |                |             |                   | |        |
| Tip šaha | Naziv turnira                                                        | Rang | M, Ž,* open | Dob igrača | Lokacija       | 1. izdanje  | Zadnje izdanje    | Bilješke | Ref    |
| | Božićni turnir Ruščica                                               |      |             |            | Ruščica        | 1998.       | igra se           | |        |
| klasični | Croatia Grand Chess Tour / Croatia GCT                               |      | M           | open       | Zagreb         | 2019.       | igra se povremeno | dio Grand Chess Tour serije turnira; prvo izdanje jedan od najjačih turnira u klasičnom šahu u povijesti šaha, jer je sudjelovalo prvih osam igrača s trenutačne svjetske rangliste te deseti, jedanaesti, trinaesti i šesnaesti igrač;                                                          | [ 57 ] |
| klasični | Cvijet Mediterana                                                    |      | Ž           | open       | Rijeka         | 2001.       | igra se           | jedan od prvih posebno ženskih turnira u Europi; | [ 58 ] |
| klasični | Čarobni prsten                                                       |      | Ž           | open       | Valpovo        | 1998.       | igra se           | |        |
| klasični | Dama                                                                 |      | Ž           | open       | Đakovo/Zagreb  | 2006.       | igra se           | |        |
| | Kup Mediterana                                                       |      |             |            | Rijeka         | 1999.       | igra se           | |        |
| rapid | Međunarodni turnir juniorki "Buševec"                                |      | Ž           | do 20      |                | 2002.       | igra se           | |        |
| | Memorijal Antun Tomljanović                                          |      |             | '          | Našice         | 1993.       | igra se           | | [ 59 ] |
| | Memorijal poginulim bojovnicima Domovinskog rata Grada Zagreba – Šah |      |             |            | Zagreb         | 2000.       | igra se           | | [ 60 ] |
| blitz | Memorijal prvog hrvatskog velemajstora Mije Udovčića                 |      |             |            | Zagreb         | 1964.       | igra se           | najstariji brzopotezni šahovski turnir u Europi; |        |
| | Memorijalni šahovski turnir "Valent Pintarić"                        |      |             |            | Velimirovac    | 1987.       | igra se           | |        |
| klasični | Open Bošnjaci                                                        |      |             |            | Bošnjaci       | 1996.       | igra se           | |        |
| klasični | Open Liburnija Šahovski memorijal prof. Egidia Parisa                |      |             |            | Rijeka         | 1980.       | igra se           | |        |
| klasični | Pula Open                                                            |      |             |            | Pula           | 1987.       | igra se           | |        |
| blitz | Šahovski turnir Krapina                                              |      |             |            | Krapina        | 1997.       | igra se           | |        |
| klasični | Turnir kandidata                                                     |      |             |            | Zagreb         | 1958.       | 1958.             | Zagreb je (uz Bled i Beograd) bio jedna od tri lokacije na kojoj je turnir igran; |        |
| klasični | Turnir mira                                                          |      |             |            | Zagreb, Rovinj | 1965.       | igra se povremeno | uz Turnir kandidata, Vinkovce 1970. i Croatia GCT najjači turnir organiziran na području Hrvatske; | [ 54 ] |
| klasični | Turnir povodom Dana općine Hercegovac                                |      |             |            | Hercegovac     | 1992.       | igra se           | |        |
| klasični | Turnir prigodom Dana grada Grubišnoga Polja                          |      |             |            | Grubišno Polje | 1993.       | igra se           | |        |
| klasični | Zadar Open                                                           |      |             |            | Zadar          | 1994.       | igra se           | |        |
| klasični | Zagreb Open Memorijal Krunoslava Hulaka (od 2016.)                   |      |             |            | Zagreb         | barem 2006. | igra se           | |        |
| | Zagreb 1969                                                          |      |             | open       | Zagreb         | 1969.       | 1969.             | pobjedio je Mato Damjanović s pola boda prednosti; | [ 62 ] |
| |                                                                      |      |             |            | Opatija        | 1953.       | 1953.             | pobijedio je Aleksandar Matanović s bodom prednosti; ostali sudionici redom po plasmanu: A. Fuderer, B. Rabar, W. Unzicker, V. Pirc, B. Ivkov, B. Milić, J. H. Donner, M. Udovčić, M. Vidmar jr., M. Bertok, J. Nikolac, A. Beni, H. Golombek, R. G. Wade, J. Kupper, G. Porreca, M. Vidmar sr.; | [ 63 ] |
| | Međunarodni gambitni turnir Opatija                                  |      |             |            | Opatija        | 1912.       | 1912.             | kraljev gambit; na turniru je iskristalizirana opatijska varijanta kao najbolja mogućnost obrane za crne; prvi međunarodni šahovski turnir organiziran na teritoriju današnje Hrvatske - Opatija je u to vrijeme bila dio Austrije; pobjedio je Rudolf Spielmann;                                | [ 64 ] |
| | Međunarodni šahovski turnir Karlovac 1912.                           |      |             |            | Karlovac       | 1912.       | 1912.             | prvi međunarodni šahovski turnir na Balkanu; prvi međunarodni šahovski turnir organiziran u Hrvatskoj - neovisno o današnjem teritoriju; organizirao Izidor Gross; pobijedio je ??; |        |
| | Međunarodni šahovski turnir Vinkovci                                 |      |             |            | Vinkovci       | 1970.       |                   | na prvom turniru igrala većina šahista koji su sudjelovali na Turniru mira u Zagrebu iste godine; | [ 65 ] |
| |                                                                      |      |             | open       | Virovitica     | 1976.       |                   | |        |
| blitz | Ženski novogodišnji šahovski turnir                                  |      | Ž           | open       | Zagreb         | 2000.       |                   | igra se u sklopu Memorijala prvog hrvatskog velemajstora Mije Udovčića; |        |
| klasični | Dubrovnik Open *                                                     |      |             |            | Dubrovnik      | 2009.       | igra se           | |        |
| klasični | Osijek Open *                                                        |      |             |            | Osijek         | 2008.       | igra se           | |        |
| klasični | Split Open *                                                         |      |             |            | Split          | 2011.       | igra se           | |        |
| |                                                                      |      |             |            |                |             |                   | |        |
| klasični | Prvi šahovski turnir u Hrvatskoj                                     |      |             |            | Zagreb         | 1886.       | 1886.             | odigran je siječnju navedene godine; pobjednik je bio dr.sc. Đuro Pilar; |        |

## Članovi
| - ŠK A1 (Split) - ŠK Ban Jelačić (Zaprešić) - ŠK Banja Luka (Zagreb) - ŠK Batana (Rovinj) - ŠK Belišće (Belišće) - ŠK Bjelovar (Bjelovar) - ŠK Buje (Buje) - ŠK Caissa (Zagreb) - ŠK Casper (Zadar) - ŠK Cres (Cres) - ŠK Crikvenica (Crikvenica) - ŠK CSS (Zagreb) - ŠK Delnice (Delnice) - ŠŠ Delnice (Delnice) - ŠK Draga (Rijeka) | - ŠK Dubrovnik - ŠK Epetium (Stobreč) - ŠK Goran (Bibinje) - ŠK Goran (Vrbovsko) - ŠK Goranka (Ravna Gora) - ŠŠ Goranka (Ravna Gora) - ŠK Ilok (Ilok) - ŠK Ivan Dvoržak (Zrinski Topolovac) - ŠK Junior (Rijeka) - ŠK Karlobag (Karlobag) - ŠK Kastav (Kastav) - ŠK Kraljevica (Kraljevica) - ŠK Krk (Krk) - GŠK Kutjevo (Kutjevo) - ŠK Kvarner (Rijeka) | - ŠK Labin (Labin) - ŠK Liburnija (Rijeka) - ŠK Lošinj (Mali Lošinj) - ŠK Lovac (Pazin) - ŠK Lucija (Rijeka) - ŠK Maestral (Rijeka) - HAŠK Mladost (Zagreb) - ŠK Mornar (Split) - GŠK Mravince Dalmacijacement (Mravince) - ŠK Opatija (Opatija) - ŠK Osijek (Osijek) - ŠK Podsused (Zagreb) - ŠK Polet (Buševec) - ŠK Posavac (Ruščica) - ŠK Pula (Pula) | - ŠK Rijeka (Rijeka) - ŠK Rovinj (Rovinj) - ŠD Sisak (Sisak) - ŠK Slakovci (Slakovci) - ŠK Slavonac (Našice) - ŠK Turopoljac (Velika Gorica) - ŠK Uljanik (Pula) - ŠK Umag (Umag) - ŠK Velebit (Senj) - ŠK Vis (Vis) - ŠK Viškovo (Viškovo) - ŠK Vladimir Gortan (Poreč) - ŠK Vodnjan (Vodnjan) - ŠK Vukovar '91 (Vukovar) - ŠK Zadar (Zadar) | - ŠK Zadar Zagreb (Zagreb) - ŠK Zagreb (Zagreb) - ŠK Zrinski-Frankopan (Novi Vinodolski) |

## Natjecanja
- Prvenstvo Hrvatske za seniore
- Prvenstvo Hrvatske u brzopoteznom šahu
- Prvenstvo Hrvatske za žene
- Prvenstvo Hrvatske za juniore i juniorke
- Prvenstvo Hrvatske za kadete i kadetkinje
- Klupsko prvenstvo Hrvatske
- Hrvatski kup
- Hrvatski kup za žene[66]

## Vanjske poveznice
- Službena stranica

Udruge pri Savezu
- Udruga šahovskih problemista  Arhivirana inačica izvorne stranice od 17. veljače 2017. (Wayback Machine)
- Hrvatski klub dopisnih šahista
- Hrvatska udruga šahovskih sudaca

Baze podataka
- Chess DB[neaktivna poveznica]
- Chess Results
- Javna baza šahovskih problema - YACPDB
- Javna baza šahovskih problema - PDB-server
- Chess Tactics Server